# 奧林匹克烯
奧林匹克烯（英語：Olympicene）是一個由五個苯環融合組成的多環芳烴，化學式為C19H12。奧林匹克烯相信會是五苯以外的另一種有機半導體，其結構十分微小，寬度只有約1.2納米，相當於人類頭髮約10萬分之一。研究人員利用碳原子及氫原子，形成六邊形的接近環狀結構，再將三個同樣的環置於另外兩個環之上。由於其外形類似奧運五環的分子結構，因此命名為「奧林匹克烯」。
奧林匹克烯的化學特性非常活躍，對光和空氣均很敏感。由於與其結構近似的苯并[a]芘及环戊二烯并[cd]芘均為致癌物，所以奧林匹克烯有很多可能亦是致癌物質。這種化合物其實早在1960年代就已為有機化學界所認識，只是當時礙於技術問題，一來未能為化合物拍照，二來對於其產生的機制還有地方不清晰。到了2012年，基於倫敦奧運的緣故，華威大學的Peter Scott聽到朋友閒聊其間談及能否嘗試再造這個化合物出來。結果在團隊的努力下，加上IBM蘇黎世提供的拍照設備，終於拍出了這個化合物的第一張照片出來，並發布於新聞。